# Cerro Lípez
O Cerro Lípez ou monte Lípez é um estratovulcão da Cordilheira de Lípez que se encontra na província de Sud Lípez, no departamento de Potosí, sudoeste da Bolívia. Tem picos gêmeos e alcança uma altitude de 5 929 msnm. Em alguns mapas, etiqueta-se incorretamente como Vulcão Nuevo Mundo, que se encontra a centenas de quilômetros ao nordeste e é quinhentos metros mais baixo.
Na sua base estão preservados vestígios de assentamentos, ranchos e meios de produção associados à mineração e à metalurgia no período colonial, e possivelmente antes dele. No contexto sociológico da luta de classes, os acontecimentos em torno dessas minas a mostram uma síntese da empresa colonial nesta região dos Andes, visto que o controle da classe dominante em torno das jazidas minerais e da vida dos trabalhadores foi exercito através da realocação de povos indígenas e destruição de assentamentos e da paisagem.